# Раф, Алан
А́лан Раф (англ. Alan Rough; род. 25 ноября 1951, Глазго) — шотландский футболист, вратарь. Сыграл за сборную Шотландии более 50 матчей. Участник трёх чемпионатов мира.

## Карьера

### Клубная
За «Партик Тисл» Алан дебютировал в сезоне 1969/70. В 1971 году в составе «Партик Тисл» голкипер стал победителем кубка лиги: его команда в финале переиграла «Селтик» со счётом 4:1.
Всего за клуб он сыграл 624 матч. В 1982 году перешёл в «Хиберниан».
После ухода из «Хиберниана» в 1988 году, где на позицию вратаря пришёл Энди Горам, Раф перешёл в американский клуб «Орландо Лайонс». С 1988 по 1989 год пять матчей провёл за «Селтик», когда был травмирован основной вратарь команды, Пэки Боннер. Последними клубами в карьере Алана стали «Гамильтон Академикал» и «Эр Юнайтед».

### Национальная
Раф играл на двух чемпионатах мира за Шотландию, в 1978 и 1982 годах. Всего сыграл 53 матча, в 16 которых оставлял ворота «сухими». На момент его завершения карьеры, Алан являлся первым вратарем в истории Шотландии по количеству сыгранных матчей. Но этот рекорд побил Джимом Лейтоном (91). Участвовал в знаменитом квалификационном матче ЧМ-1986, против Уэльса, в котором решался прямой выход на «мундиаль». В матче Алан вышел на замену, заменив Джими Лейтона, который потерял свои линзы. Конец матча был омрачен сердечным приступом, а потом и смертью Главного тренера Шотландии, Джока Стейна.

## После карьеры
В 1990-е года Алан выполнял роль менеджера (изначально игрока-управляющего) юниорского клуба «Гленавтон Атлетик». Раф также пишет колонку для шотландского издания Daily Mirror.